# 尼霍卡 (內布拉斯加州)
尼霍卡（英語：Nehawka）是位於美國內布拉斯加州卡斯縣的村。

## 人口
根據2020年美國人口普查的數據，尼霍卡的面積為0.59平方千米，皆為陸地。當地共有人口173人，而人口密度為每平方千米293人。